# Campionati mondiali di tiro 1903
I campionati mondiali di tiro 1903 furono la settima edizione dei campionati mondiali di questa disciplina e si disputarono a Buenos Aires. Questa edizione fu organizzata dall'ISSF e dalla federazione di tiro argentina. La nazione più medagliata fu la Svizzera.

## Risultati

### Uomini

#### Carabina
| Evento                     | Oro                                                                                 | Oro       | Argento                                                                                  | Argento   | Bronzo                                                                                    | Bronzo    |
| Evento                     | Atleta                                                                              | Risultato | Atleta                                                                                   | Risultato | Atleta                                                                                    | Risultato |
| 300m 3 posizioni           | Emil Kellenberger                                                                   | 969       | Louis Richardet                                                                          | 952       | Attilio Conti                                                                             | 938       |
| 300m a terra               | Louis Richardet                                                                     | 343       | Emil Kellenberger                                                                        | 331       | Adolf Tobler                                                                              | 330       |
| 300m in ginocchio          | Emil Kellenberger                                                                   | 346       | Attilio Conti                                                                            | 345       | Louis Richardet                                                                           | 333       |
| 300m in piedi              | José Masso                                                                          | 293       | Emil Kellenberger                                                                        | 292       | Cesare Valerio                                                                            | 289       |
| 300m 3 posizioni a squadre | Svizzera Alfred Grütter Emil Kellenberger Louis Richardet Adolf Tobler Konrad Wüger | 4598      | Italia Attilio Conti Alessandro Pederzoli Aleardo Tiberi Cesare Valerio Carlo Vercellone | 4413      | Argentina Armando Cabrera Jeronimo Chiappe Ducca Julio Canale Candido Martinez José Masso | 4239      |

#### Pistola
| Evento        | Oro                                                                                           | Oro       | Argento                                                                                 | Argento   | Bronzo                     | Bronzo    |
| Evento        | Atleta                                                                                        | Risultato | Atleta                                                                                  | Risultato | Atleta                     | Risultato |
| 50m           | Benjamín Segura                                                                               | 466       | Cesare Valerio                                                                          | 456       | Marcelo Torcuato de Alvear | 451       |
| 50m a squadre | Argentina Marcelo Torcuato de Alvear Angel Velaz Jorge Lubary Benjamin Segura Andres del Pino | 2166      | Italia Attilio Conti Aventino Righini Alessandro Pederzoli Cesare Valerio Luigi Tavelli | 2155      |                            |           |

## Medagliere
Nazione ospitante
| Posiz. | Nazione   | Oro | Argento | Bronzo | Totale |
| ------ | --------- | --- | ------- | ------ | ------ |
| 1      | Svizzera  | 4   | 3       | 2      | 9      |
| 2      | Argentina | 3   | 0       | 2      | 5      |
| 3      | Italia    | 0   | 4       | 2      | 6      |